# 2366 Aaryn
2366 Aaryn је астероид главног астероидног појаса са средњом удаљеношћу од Сунца која износи 2,241 астрономских јединица (АЈ).
Апсолутна магнитуда астероида је 13,8.